# Hoppers (filme)
Hoppers é um futuro filme de animação americano de aventura produzido pela Pixar para a Walt Disney Pictures. Escrito e dirigido por Daniel Chong, o filme é estrelado pelas vozes de Piper Curda, Bobby Moynihan e Jon Hamm. A história acompanha uma menina chamada Mabel (Curda) cuja mente é transferida em um castor robótico para comunicar com animais.
Chong iniciou o trabalho em um filme original na Pixar em dezembro de 2020. O filme foi anunciado como Hoppers em agosto de 2024, com Curda, Moynihan e Hamm revelados como parte do elenco.
Hoppers está previsto a ser lançado em cinemas nos Estados Unidos em 6 de março de 2026.

## Premissa
Depois de um grupo de cientistas inventarem um jeito de cérebros humanos habitar corpos mecânicos, Mabel Tanaka usa esta tecnologia para incorporar um castor robótico realista e impedir o plano de uma empresa de construção para destruir o habitat dos animais locais.

## Elenco de voz
- Piper Curda como Mabel Tanaka, uma garota de 19 anos que ama animais cuja mente é transferida em um castor robótico[3][4][5][6]
- Bobby Moynihan como Rei George, um castor monarca que governa o reino animal[3][4][5]
- Jon Hamm como Prefeito Jerry, um prefeito ganancioso[3][4][5]
- Demetri Martin como pássaros[7]
- Melissa Villaseñor como Ellen, uma ursa-parda[8]

## Produção
Em dezembro de 2020, Daniel Chong revelou no Twitter que ele voltou à Pixar depois de completar sua série do Cartoon Network, We Bare Bears (2015–2019) e o lançamento de We Bare Bears: The Movie (2020) e que ele estava trabalhando em uma longa-metragem original. No evento de fãs D23 em agosto de 2024, o diretor da criação da Pixar, Pete Docter, anunciou que o nome do filme seria Hoppers. Pouco tempo depois, Jesse Andrews revelou no seu X (anteriormente Twitter) que vinha trabalhando no filme por três anos. Como parte do anúncio no evento D23, Piper Curda, Bobby Moynihan e Jon Hamm foram revelados como parte do elenco de voz.
Em uma entrevista com a D23, Chong disse que uma das suas inspirações para o filme eram documentários da natureza em que animais robôs são colocados no mundo animal; "Parecia que era maduro para a comédia, esta ideia de como humanos se esforçam tanto para se encaixar no mundo animal e as coisas estranhas que acontecem por meio disso." Ele também disse, "obviamente há influências de Avatar, [...] Mas também há essa qualidade de thriller de espionagem Missão: Imposível no filme, pois Mabel está meio que se infiltrando no mundo animal."
Chong afirmou que quando ele apresentou a ideia a Docter e outros da Pixar foi apresentada como filme de pinguins. No entanto, Chong disse; "Pete estava tipo, 'Eu não acho que o mundo precisa de outro filme de pinguins animado'. Ele só não estava aceitando." Então Chong mudou o foco do filme  para castores depois de fazer pesquisas sobre como eles afetam o meio ambiente; "Esses animais podem ser esses engenheiros do ecossistema e ajudar todos os outros a sobreviver; acho que isso me fez pensar: 'Oh cara, castores são muito legais.' "

### Roteiro
Em dezembro de 2024, The Hollywood Reporter falou que, de acordo com um ex-artista da Pixar, os cineastas foram instruídos a "minimizar" a "mensagem planejada de ecologismo" do filme. Porém, em uma entrevista em julho de 2025 com a Screen Rant, Chong negou que os temas do filme foram censurados, dizendo, "Na verdade, senti muito alinhamento. [...] A verdade honesta sobre o processo, porém, é que cada filme aqui passa por tanta iteração e muda muito, e eu posso ver, talvez, para os olhos de algumas outras pessoas no estúdio, [como] eles podem ver [que] parece que coisas estão sendo censuradas. Mas, na verdade, [o filme está] apenas passando por seu curso natural de iteração e outras coisas—pelo menos para o nosso filme."

## Lançamento
Hoppers está previsto para ser lançado em cinemas nos Estados Unidos pela Walt Disney Pictures em 6 de março de 2026.

### Marketing
Uma primeira imagem do filme foi mostrada publicamente no Festival Internacional do Filme de Animação Annecy, em junho de 2025. Mais tarde naquele mês, um teaser curto, com um lagarto digitando repetidamente o emoji de lagarto em um celular, foi exibido em cinemas após os créditos finais de Elio (2025). Em agosto de 2025, Daniel Chong revelou no seu X (anteriormente Twitter) que o nome do lagarto é Tom e que vai aparecer no filme. 